# Вова Синий и «Братья по разуму»
Вова Синий и «Братья по Разуму» — музыкальный коллектив из города Снежинск Челябинской области.

## История
Группа была основана в 1983 году Владимиром («Вова Синий») Емелевым и Игорем («Гоша Рыжий») Шапошниковым в городе Челябинск-70 (ныне Снежинск).
В 1984 году группа записала альбом «88А». Считается, что возможно, это был первый в истории советской музыки альбом, в котором применялись сэмплы. Через год группа выпускает еще несколько альбомов, один из которых — «Хали-Гали» — вошел в книгу Александра Кушнира «100 магнитоальбомов советского рока». Производимый материал получил некоторое распространение по всему СССР. Магнитоальбомы имели самодельное оформление и передавались из рук в руки в виде магнитных катушек.
Деятельностью «Братьев По Разуму» заинтересовались спец-службы КГБ. Известно, что Владимира Емелева задержали с марихуаной во время одной поездки.
Позднее Владимир Емелев был призван на срочную службу в Советской армии.[когда?] Вернувшись из армии, он переезжает в Москву (позднее в Москву переехал и Игорь Шапошников), где и возрождает группу. С этого момента «Братья По Разуму» не только продолжали записывать новые альбомы, но и давали концерты.

## Дискография
- 88А (1984)
- Игра Синих Лампочек (1985)
- Молчать! (1985)
- Хали-Гали (1985)
- Ну как не запеть (1986)
- Смерть в эрогенной зоне (1989)
- Альбомыч (1992)
- Те самые песни (1993)